# Grigorij Grigor'evič Gagarin
Il principe Grigorij Grigor'evič Gagarin (in russo Григорий Григорьевич Гагарин?; San Pietroburgo, 29 aprile 1810 – Châtellerault, 30 gennaio 1893) è stato un artista e nobile russo, appartenente alla famiglia omonima.

## Biografia
Era il figlio di Grigorij Ivanovič Gagarin (1782-1837), e di sua moglie, Ekaterina Petrovna Sojmonova (1790-1873).
Fino all'età di 13 anni visse a Parigi e a Roma, e in seguito studiò presso il collegio Tolomei di Siena. Nel 1826 lavorò presso l'ambasciata russa a Parigi, in qualità di archivista, per due anni come segretario presso l'ambasciata a Monaco di Baviera ed ritornò a San Pietroburgo nel 1839, poco dopo visse nel Caucaso.

## Carriera
Nel 1841 fu arruolato nell'esercito e assegnato al barone Ghana. Nel 1842 ha preso parte alla spedizione di Aleksandr Ivanovič Černyšëv, in Daghestan, dove visitò Tidib. Nel 1848 fu assegnato al principe Michail Semënovič Voroncov, a Tbilisi. Oltre ai compiti militari e amministrativi per i quali ha ricevuto numerosi premi, e raggiungendo il grado di maggiore generale, si occupò del restauro degli affreschi nella Cattedrale Sioni e degli antichi monasteri georgiani.
Nel 1855 è stato nominato presidente dell'Accademia Imperiale delle Arti.

## Matrimoni

### Primo Matrimonio
Sposò, nel 1843, la principessa Anna Nikolaevna Dolgorukova (1822-1845), figlia di Nikolaj Andreevič Dolgorukov. Ebbero una figlia:
- Ekaterina Grigor'evna (1845-1920);

### Secondo Matrimonio
Nel 1848 sposò la contessa Sof'ja Andreevna Daškova (1822-1908), figlia del senatore Andrej Vasil'evič Daškov. Ebbero sei figli:
- Grigorij Grigor'evič (1850-1918);
- Marija Grigor'evna (1851-1941), sposò Michail Nikolaevič Raevskij;
- Anastasija Grigor'evna (1853-1876), sposò Pëtr Mikhailovič Orlov-Denisov;
- Andrej Grigor'evič (1856-1920);
- Aleksandr Grigor'evič (1858-1864);
- Nina Grigor'evna (1861);

## Creatività
Durante il suo soggiorno all'estero, egli si interessò all'arte. Prese lezioni da Karl Pavlovič Brjullov, studiò disegno e pittura e nel corso dei suoi viaggi in Oriente si interessò all'arte bizantina.